# Grand Prix des Vins de Panzoult
Le Grand Prix des vins de Panzoult est une course cycliste française organisée sur une journée au mois d'août, par le comité cycliste de Panzoult et le Sport Cycliste Sainte-Maure. Elle se déroule autour de la ville de Panzoult, dans le département d'Indre-et-Loire. Elle est ouverte aux coureurs de 1re, 2e et 3e catégories, ainsi qu'aux juniors.
Autrefois dirigée par Hubert Desbourdes, troisième de la première édition en 1956, l'épreuve est désormais sous la direction de son fils Renaud.

## Palmarès depuis 1997
| Année | Vainqueur           | Deuxième               | Troisième           |
| ----- | ------------------- | ---------------------- | ------------------- |
| 1997  | Maximilien Decharte | Frédéric Chevalier     | Yan Gestin          |
| 1998  | Emmanuel Rouault    | Cédric Fuzeau          | Cyrille Breton      |
| 1999  | David Milon         | Alain Hivert           | Jérôme Coutelle     |
| 2000  | Éric Gaillard       | Jérémy Roy             | Michel Cante        |
| 2001  | Olivier Hervéou     | Charly Carlier         | Mathieu Babin       |
| 2002  | Jonathan Hivert     | Freeman                | Florent Guétrot     |
| 2003  | Marc Staelen        | Julien Beaudet         | Michel Brisson      |
| 2004  | David Morgeau       | Jean-Christophe Currit | Nicolas Maire       |
| 2005  | Sébastien Baudet    | Hervé Villanneau       | Sébastien Foucher   |
| 2006  | Fabien Pasquier     | Joseph Lemoine         | Emmanuel Hutin      |
| 2007  | Lilian Pommier      | Ronan Racault          | Sébastien Champalou |
| 2008  | Sébastien Champalou | Michał Ladosz          | Ronan Racault       |
| 2009  | Loïc Le Gall        | Morgan Lamoisson       | Médéric Clain       |
| 2010  | Dimitry Samokhvalov | Anton Samokhvalov      | Morgan Lamoisson    |
| 2011  | Mehdi Yssaad        | Yannis Yssaad          | Médéric Clain       |
| 2012  | Romain Combaud      | Jonathan Boucher       | Freddie Guilloux    |
| 2013  | Freddie Guilloux    | Antoine Gaudillat      | Alexis Isérable     |
| 2014  | Ronan Racault       | Romain Chaudoy         | Samuel Plouhinec    |
| 2015  | Romain Chaudoy      | Clément Bommé          | Nassim Saidi        |
| 2016  | Ronan Racault       | Baptiste Constantin    | Ewen Henrio         |
| 2017  | Joey Wastiaux       | Pierre Ronxin          | Cénéric Racault     |
| 2018  | Quentin Guicheteau  | Aleksandar Aleksiev    | Mohamed Er Rafai    |
| 2019  | Mathieu Urbain      | Simon Millon           | Antonin Maury       |
| 2020  | Camille Batista     | Alexandre Jamet        | Colin Jacquemin     |